# Липники (Солонківська сільська громада)
Ли́пники —  село в Україні, у Львівському районі Львівської області. Населення становить 419 осіб.

## Географічне розташування і транспортне значення
Село розташоване на південь від Львова на відстані 7,4 км. Межує з селами: на заході — з Поршною, на півночі — з Ков'ярями, на сході — з Загір'ям та Ков'ярями, на південному-сході — з  Загір'ям, на півдні — з Деревачем.
Село Липники має вигідне географічне положення, яке сприяє розвитку туризму та сфери послуг, багате на історико—археологічні, культурні та природні пам'ятки.
Село Липники має сприятливе транспортне сполучення. Через село та околиці проходить автомобільний шлях М06. Через ці транспортні артерії здійснюються перевезення до курортів "Трускавець" та "Східниця", а також поїздки до туристичних центрів Карпат.

## Природа

### Ландшафти
В Липниках знаходиться Липниківське лісництво.

## Населення
За даними всеукраїнського перепису населення 2001 року, у селі мешкало 419 осіб. Мовний склад села був таким:
| Мова       | Число ос. | Відсоток |
| ---------- | --------- | -------- |
| українська | 416       | 99,28    |
| російська  | 3         | 0,72     |

## Історія
Перша згадка про село сягає 1880 року.
У восьмому томі Географічного словника Королівства Польського, виданого у Варшаві у 1887 році написано: «... При гостинці Львів—Стрий на роздоріжжі до Поршни стояла корчма...» Старожили розповідають, що власником цієї корчми був якийсь Шульц, який проживав у Варшаві і якомусь стражнику (Костишину) прислав довіреність на право її продажу. Напевне, стражник і купив корчму та земельну ділянку біля неї. Після 1860 року тут побудувався Йосип Іванович Угрин, уродженець села Поршна.
Назва «Липники», напевне, походить від кількасотлітньої липи, що стояла при в'їзді до села зі сторони Львова. Хто був першим поселенцем Липник встановити не вдалось. Мабуть, це були власники двох фільварків (теперішнє лісництво і колишня колгоспна ферма), корчми або лісники графині Чесньовської, якій належав Керничинський ліс і Нагорянський фільварок з гуральнею. Ним міг бути також польський колоніст Лянк або вихідці з Поршни та інших місць, які тут поселилися: Микола, Іван, Дмитро Бегеї, Антін Чорній, Григорій Москв'як, Андрій Костишин, Юзеф Ляхович, Григорій Карплюк або їх батьки та інші.

## Сакральні об'єкти
При розбудові села українці хотіли звести в Липниках церкву, за яку погодилися заплатити 600 злотих. Церкву збиралися перевезти зі села Стільсько. Польська влада не дозволила цього зробити, тому доводилося липниківчанам ходити до церкви в Поршну. У 1935 році в Липниках на площі, запланованій під забудову церкви, була встановлена фігура, однак її було зруйновано радянською владою наприкінці 1958 року.
Натомість за сприяння польської влади у 1937—1938 роках був споруджений дерев'яний костел для римо-католицької громади села, яка у Липниках була незначною. Однак його доля також виявилася сумною — спочатку за розпорядженням радянської влади у ньому влаштували військову лазню, яка 1945 року згоріла.
Лише з приходом незалежності України у 1991 році громадою села була побудована дерев'яна каплиця і розпочато будівництво мурованого храму.
У 1998 році в Липниках збудовано та освячено мурований храм святих апостолів Петра і Павла Української Греко-Католицької Церкви. Архітектор храму Мирон Вендзилович.
Також у селі є два придорожні хрести і цвинтар.
8 січня 2020 року — християни відзначають Собор Пресвятої Богородиці, славлячи гідність богоматеринства, з цієї нагоди у селі Липники відбулась пам'ятна подія — відкриття та освячення фігури Богородиці. Церемонію освячення провів настоятель храму святих апостолів Петра і Павла отець Олексій Коростіль, який благословив усіх присутніх та побажав миру.

## Культура та освіта

### Дошкільна освіта
У 1937 році в Липниках діяв дитячий садок.

### Середні загальноосвітні школи
До 1938 року діяла початкова школа в будинку Миколи Костишина. З 1944 року в будинку на території фільварку Добжанського діяла середня загальноосвітня школа.

### Заклади культури
- Народний дім (директор Хижко Галина Василівна), де відбуваються різноманітні культурні вечори, концерти, показ фільмів та мультфільмів, збори громади села. В народному домі діє катехитичний клас.

## Спорт
У Липниках є своя футбольна команда.

## Медичні заклади
- Липниківська амбулаторія загальної практики — сімейної медицини, до складу якої входить амбулаторія та фізіотерапевтичний кабінет.

## Заклади відпочинку
- мотель-ресторан «Чагарі».

### Видатні липниківчани
- Володимир Боднар — волонтер «Варти-1», Герой України. Трагічно загинув 17 травня 2015 року поблизу села Троїцьке на Луганщині.[5]
- Микола Паньків — учасник Євромайдану. Активіст «Правого сектора». Герой України.